# Rushlee Buchanan
Rushlee Buchanan (Hamilton, 20 de gener de 1988) és una ciclista neozelandesa, que combina el ciclisme en pista amb la ruta. Professional des del 2008, actualment milita a l'equip UnitedHealthcare Women's Team.

## Palmarès en pista
- 2009
  -  Campiona d'Oceania en Persecució per equips (amb Kaytee Boyd i Lauren Ellis)
- 2010
  -  Campiona de Nova Zelanda en Scractch
  -  Campiona de Nova Zelanda en Persecució per equips
- 2011
  -  Campiona d'Oceania en Puntuació
- 2013
  -  Campiona d'Oceania en Scratch
  -  Campiona d'Oceania en Persecució per equips (amb Jaime Nielsen, Georgia Williams i Lauren Ellis)
- 2017
  -  Campiona d'Oceania en Persecució per equips (amb Bryony Botha, Racquel Sheath, Michaela Drummond i Kirstie James)
  -  Campiona de Nova Zelanda en Persecució per equips

### Resultats a laCopa del Món
- 2010-2011
  - 1a a Cali i Pequín, en Persecució per equips
- 2017-2018
  - 1a a Santiago de Xile, en Persecució per equips

## Palmarès en ruta
- 2007
  - Vencedora d'una etapa al Tour de Delta
- 2009
  -  Campiona de Nova Zelanda en Critèrium
- 2010
  -  Campiona de Nova Zelanda en ruta
- 2011
  - Vencedora d'una etapa a la Cascade Cycling Classic
- 2014
  -  Campiona de Nova Zelanda en ruta
- 2016
  -  Campiona de Nova Zelanda en ruta
  -  Campiona de Nova Zelanda en contrarellotge
- 2017
  -  Campiona de Nova Zelanda en ruta
  - Vencedora d'una etapa al North Star Grand Prix